# Taras Shelestyuk
Taras Olexandrovitch Shelestyuk (ukrainien : Тарас Олександрович Шелестюк) est un boxeur ukrainien né le 30 novembre 1985.

## Carrière
Médaillé de bronze aux Jeux olympiques de Londres en 2012 (après une décision arbitrale litigieuse en quart de finale,,,), sa carrière amateur est également marquée par un titre de champion du monde à Bakou en 2011 et par une médaille de bronze aux championnats d'Europe de Moscou en 2010 en poids welters.

## Palmarès

### Jeux olympiques
- Médaille de bronze en -69 kg aux Jeux de 2012 à Londres, Angleterre

### Championnats du monde de boxe amateur
- Médaille d'or en -69 kg en 2011 à Bakou, Azerbaïdjan

### Championnats d'Europe de boxe amateur
- Médaille de bronze en -69 kg en 2010 à Moscou, Russie